# 反分裂国家法
反分裂国家法（はんぶんれつこっかほう）は、台湾海峡両岸関係に関する中華人民共和国の法律。
一般に日本では反国家分裂法として知られており、英語では“Anti-secession law”と訳される。この英訳は、アメリカ国民に南北戦争のイメージを連想させるため、中華民国政府（行政院大陸委員会）は“Anti-Separation Law”と訳している。
2005年3月14日、第10期全国人民代表大会第3回大会で採択された。この法律の成立は熱狂的な拍手で迎えられ、その後、中華人民共和国国家主席の胡錦濤が署名した。
採択後、直ちに施行された。
2024年6月、中国は台湾独立派の首謀者には死刑適用の指針も発表している。

## 内容
法律は10条よりなる簡単な条文であるが、台湾が独立を宣言した場合、台湾独立派分子に対する「非平和的手段」を取ることを合法化しており、各方面で論議を呼んだ。
法律は「一つの中国」の原則を掲げ、三通（郵便、交通、通商の直通）を進めることにより中国と台湾の両岸関係の促進を唱い、第7条では台湾の平和的統一の段階を明示しているが、第8条でもし台湾独立分子が台湾を中国から分裂させる重大な事態になれば、非平和的手段を取ることもあると警告している。これは台湾の陳水扁政権が目指している台湾新憲法制定や国号改称など台湾独立色の強い政策をさすものと受け取られている。

## 影響
ロシア、ベラルーシ ウズベキスタン、アゼルバイジャン、キューバ、ベネズエラ、ドミニカ共和国、インドネシア、カンボジア、ネパール、 シリア、パキスタン、エチオピアが反国家分裂法を支持した。
これに対し、台湾側は台湾は一度も中華人民共和国の一部であったことはなく、また、反国家分裂法が台湾に対する武力行使を規定した事に反発を強めた。3月26日には反国家分裂法に反対して中華民国総統・陳水扁が呼びかけ、120万人が参加したデモが与党民進党の主催により台北市内で行われ、総統陳水扁、前総統李登輝や行政院長謝長廷らも参加した。
3月28日には、日本を訪問中のリチャード・ギアが記者会見の場で突然、反国家分裂法に反対するメッセージを述べた。
翌2006年、台湾は反分裂国家法が四つのノー、一つのないの前提条件を消失させたことを理由に、国家統一綱領と国家統一委員会を終止させた。
ほぼ無名の「台湾独立党」などの独立派政党で活動していた楊智淵が、囲碁棋士でもあるため、2022年1月に囲碁大会のために訪中、消息不明となり、同年8月に中国国営メディアで逮捕拘束されていることが報じられていた。2024年8月、楊は台湾独立運動で初めてとなる有罪判決を受けた。懲役9年であった。この判決の頃、香港の政治家・ジャーナリストの起訴も相次いだ。